# Ехинген (Средња Франконија)
Ехинген (њем. Ehingen) општина је у њемачкој савезној држави Баварска. Једно је од 58 општинских средишта округа Ансбах. Према процјени из 2010. у општини је живјело 1.995 становника. Посједује регионалну шифру (AGS) 9571141.

## Географски и демографски подаци
Ехинген се налази у савезној држави Баварска у округу Ансбах. Општина се налази на надморској висини од 465 метара. Површина општине износи 47,6 km². У самом мјесту је, према процјени из 2010. године, живјело 1.995 становника. Просјечна густина становништва износи 42 становника/km².